# YouSee
YouSee er et dansk brand, der er en del af det TDC ejede Nuuday. De tilbyder tv, bredbånd og telefoni gennem DSL, COAX og fiber
I juni 2016 blev TDC Privat og YouSee samlet til YouSee. Alle TDC’s privatkunder blev derfor overflyttet til YouSee, som nu er Danmarks største teleselskab. Med sammenlægningen kan YouSee tilbyde bredbånd til 97 % af Danmarks befolkning. – enten via DSL (telefonstikket) og coax (kabel-tv-stikket) samt Fiber. I 2019 blev TDC opspaltet og de kunderettede dele udskilt i et nyt selskab ved navn Nuuday.

## Historie
I 1963 begyndte det regionale telefonselskab Jydsk Telefon at fatte interesse for kabel-tv, men først i 1985 gav Folketinget tilladelse til de regionale teleselskaber at bygge et landsdækkende kabel-tv infrastruktur. Man forsøgte at få Folketinget til at give selskaberne monopol på landsdækkende distribution af satellit-tv, men udbredelsen af paraboler og fællesantenneanlæg var allerede så fremskredent, at det reelt ikke var muligt.
I november 1990, godkendte Folketinget en lov der banede vejen for et landsdækkende teleselskab. Dette selskab blev kaldt Tele Danmark, og var moderselskabet for de eksisterende regionale selskaber (KTAS, Jydsk Telefon, Tele Sønderjylland, Fyns Telefon, og Rigstelefonen).
I 1995 blev de regionale selskaber slået sammen med moderselskabet Tele Danmark, hvilket medførte skabelsen af Danmarks første landsdækkende kabel-tv selskab under navnet Tele Danmark Kabel TV. Fem år senere, i 2000, skiftede Tele Danmark navn til TDC, og Tele Danmark Kabel TV blev til TDC Kabel TV. I starten af 2001 skiftede TDC Kabel TV navn til OnCable for at signalere at kunderne kunne få mere end blot Tv-kanaler. Dette markedsføringsnavn blev droppet i oktober året efter, hvor man gik tilbage til TDC Kabel TV.
I 2007 blev alle TDC's datterselskaber - med undtagelse af TDC Kabel TV - opslugt af hovedselskabet TDC. Senere i samme år, den 1. oktober 2007, skiftede TDC Kabel TV navn til YouSee for igen at signalere et fokus på mere end blot TV.
Den 1. juli 2016 blev TDC's privatkunde-forretning slået sammen med YouSee, hvormed alle TDC's kunder af IPTV, bredbånd og mobiltelefoni blev flyttet til YouSee. Selve mobilnetværket bruger fortsat 'TDC' navnet da det er bygget og vedligeholdt af TDC Group, og ikke af YouSee.
I 2011 etablerede YouSee desuden en engrosvirksomhed som følge af en beslutning truffet af Erhvervsstyrelsen.
I 2019 blev der oprettet et nyt selskab Nuuday som paraplyselskab for alle de kundehenvendte brands, herunder YouSee. Samtidig blev der stiftet et andet selskab som ejer al infrastrukturen og som på den måde også har mulighed for at sælge adgang til andre udbydere i markedet, og er stadig et datterselskab af TDC A/S og en del af TDC Group.

## Administrerende direktører
- Siden 2021: Christian Morgan
- 2018 – 2021: Jacob Mortensen
- 2016 – 2018: Jaap Postma
- 2014 – 2016: René Brøchner
- 1999 – 2013: Niels Breining [kilde mangler]

## Kabel-tv-nettets opbygning
YouSees net består af et fiberbaseret distributionsnet og et fordelingsnet af typen coaxial. Fibernettet forbinder hovedstationen på Borups Allé i København med hovedfordelene rundt om i landet. Nettet er opdelt i omkring 400 såkaldte 'øer', der forsynes fra samme punkt i netværket. Med undtagelse af DR1, DR2, TV 2 og TV 2 Regionernes kanaler, hentes lokalt fra DTT-nettet, modtages og distribueres alle signaler fra hovedcentralen.

## Tjenester

### TV
Den 15. september 2009 fjernede YouSee den tidligere kryptering på det digitale Tv-signal. Dette produkt blev kaldt YouSee Clear. YouSee fortsatte med det analoge Tv-signal for kunder med et fjernsyn der ikke kunne modtage det digitale signal.
På daværende tidspunkt sendte YouSee kanalerne ved brug af både MPEG-2 og MPEG-4, men i april 2013 valgte YouSee at fokusere på MPEG-4. Navnet YouSee Clear blev brugt indtil 1. juli 2014 hvor det blev til YouSee Tv.
Det analoge Tv-signal blev endeligt slukket den 9. februar 2016.
I starten af 2017 slukkede YouSee for deres FM radio signal, hvilket havde været brugt til udsendelser af adskillige danske og udenlandske radiokanaler.
I dag, udsender YouSee digital TV via coax-kabler og optiske fiber-kabler vha. DVB-C og MPEG-4. YouSee tilbyder også IPTV via coax-kabler, optiske fiber-kabler samt kobber telefonkabler.
Hovedprodukterne er de tre klassiske tv-pakker: Grund, Mellem og Fuldpakken. Ekstra kanaler kan købes separat så længe kunden som minimum har grundpakken.
Pr. januar 2021 tilbyder YouSee 80 kanaler, hvoraf de 63 er i HD.

#### Nuværende kanaler
| Kanal                       | Billedformat |
| --------------------------- | ------------ |
| 3sat                        | SD           |
| Al-Jazeera English          | SD           |
| ARD                         | HD           |
| Arte                        | SD           |
| BBC Brit                    | HD           |
| BBC Earth                   | HD           |
| BBC World News              | SD           |
| Bloomberg                   | SD           |
| Boomerang                   | SD           |
| C More Golf                 | HD           |
| Cartoon Network             | SD           |
| CBS Reality                 | SD           |
| CNBC                        | SD           |
| CNN                         | SD           |
| Disney Channel              | HD           |
| Disney Junior               | SD           |
| dk4                         | HD           |
| DR1                         | HD           |
| DR2                         | HD           |
| DR Ramasjang                | HD           |
| EuroNews                    | SD           |
| Folketinget TV              | HD           |
| France 2                    | SD           |
| H2                          | HD           |
| Hayat TV                    | SD           |
| History                     | HD           |
| HRT1                        | SD           |
| Mezzo                       | SD           |
| Motorsport.tv               | HD           |
| MTV                         | HD           |
| MTV Dance                   | SD           |
| MTV Hits                    | SD           |
| MTV 80s                     | HD           |
| MTV 90s                     | SD           |
| Nat Geo Wild                | HD           |
| National Geographic Channel | HD           |
| NDR                         | HD           |
| Nickelodeon                 | HD           |
| Nick Jr.                    | SD           |
| Nicktoons                   | SD           |
| NRK1                        | HD           |
| Outdoor Channel             | HD           |
| ProSieben                   | SD           |
| Rai Uno                     | SD           |
| RTL                         | HD           |
| Sat.1                       | SD           |
| SVT 1                       | HD           |
| SVT 2                       | HD           |
| Travel Channel              | HD           |
| TV2                         | HD           |
| TV 2 Charlie                | HD           |
| TV 2 News                   | HD           |
| TV 2 Fri                    | HD           |
| TV 2 Zulu                   | HD           |
| TV 2 Sport                  | HD           |
| TV3                         | HD           |
| TV3 Puls                    | HD           |
| TV3 Sport                   | HD           |
| TV3 Max                     | HD           |
| TV3+                        | HD           |
| TV4                         | HD           |
| TV5 Monde                   | SD           |
| TVE Int.                    | SD           |
| VH1                         | SD           |
| VH1 Classic                 | SD           |
| Viasat Explore              | HD           |
| Viasat Golf                 | HD           |
| Viasat History              | HD           |
| Viasat Nature               | HD           |
| Viasat Series               | HD           |
| VOX                         | SD           |
| ZDF                         | HD           |

#### YouSee boks
En YouSee boks er en Tv-modtagerboks og digital videooptager, hvorfra man kan optage tv-programmer, pause og starte tv-programmer forfra eller besøge tv-arkivet, hvor man kan se de programmer man gik glip af. Derudover kan man leje film fra boksen og tilgå en lang række andre tjenester fra én og samme fjernbetjening.

##### Historik
Der har gennem tiderne været markedsført forskellige bokse, den seneste 18. april 2016.
| Generation | Introduceret      | Udgået                                              | Producent       | Modelnavn |
| ---------- | ----------------- | --------------------------------------------------- | --------------- | --------- |
| 1.         | ca. 1997          | ca. 1999                                            | Selector, Sagem | ICD300    |
| 2.         | ca. 2000          | ca. 2005                                            | Selector, Sagem | ICD4210   |
| 3.         | ca. 2006          | ?                                                   | Selector, Sagem | ICD60     |
| 4.         | ca. november 2008 | Sælges ikke mere pr. 18. april 2016 [kilde mangler] | Samsung         | SMT-H3126 |
| 5.         | 18. april 2016    |                                                     | Humax           | YSR-2000  |

##### Ny boks pr. 18. april 2016
Den 18. april 2016 introducerede YouSee en ny tv-boks, som herunder sammenlignes med den forrige generationsmodel. De grønne baggrundsfarvede celler markerer en funktionalitet hvor den angivne boks anses at have en fordel frem for den anden.
| Mulighed / Feature                              | Gammel boks / YouSee Plus abonnement                                          | Ny boks / YouSee & abonnement                                                      | Kommentarer |
| ----------------------------------------------- | ----------------------------------------------------------------------------- | ---------------------------------------------------------------------------------- | --- |
| Producent                                       | Samsung                                                                       | Humax                                                                              | |
| Modelnavn                                       | SMT-H3106                                                                     | YSR-2000                                                                           | |
| Harddisk                                        | 160 GB                                                                        | 1 TB (1000 GB), Seagate                                                            | |
| Hukommelse (RAM)                                |                                                                               | 16 GB RAM                                                                          | |
| Antal tunere                                    | 2                                                                             | 8                                                                                  | |
| Operativsystem                                  | ?                                                                             | Linux                                                                              | |
| Krav til internetforbindelse                    | Nej, forbindelse gennem antennestik, men kan godt WiFi (? Hz) via USB dongle) | 5 GHz Wifi (802.11ac) eller RJ45 netværksstik med minimum 8Mbit bredbåndshastighed | |
| Kræver YouSee DVB-C kort                        | Ja                                                                            | Nej                                                                                | |
| Opløsninger                                     |                                                                               | 1080p / 1080i / 720p                                                               | |
| Loopet signal gennem boksen                     | Ja                                                                            | Nej                                                                                | Har betydning for om du kan se TV uden at boksen er tændt.                                                                      |
| Alm. funktioner                                 |                                                                               |                                                                                    | |
| Programinfo                                     | Ja                                                                            | Ja                                                                                 | |
| TV-Guide (EPG)                                  | Ja                                                                            | Ja                                                                                 | |
| TV-Guider viser antal kanaler samtidig          | 7                                                                             | 7                                                                                  | |
| Tekst-TV                                        | Ja                                                                            | Ja (opdatering 3.11.2016)                                                          | |
| Radio                                           | Ja                                                                            | Nej                                                                                | |
| PIP                                             | Ja (i menu, men ikke ved kanalskift)                                          | ? (Ja?)                                                                            | |
| Start forfra                                    | Ja                                                                            | Ja                                                                                 | |
| Start forfra (spole)                            | Nej                                                                           | Nej                                                                                | |
| Start forfra (selv om udsendelse er forbi)      | Ja                                                                            | Ja                                                                                 | Gælder ikke alle kanaler |
| Favoritliste                                    | Ja                                                                            | Ja                                                                                 | pt. Ikke muligt. Kommer i en fremtidig opdatering.                                                                              |
| Egen favoritliste bibeholdes ved kanalændringer | Nej                                                                           | ? (formentlig nej)                                                                 | |
| Optagning                                       |                                                                               |                                                                                    | |
| Hvor mange kanaler kan optages samtidigt        | 1                                                                             | 3                                                                                  | |
| Optag fra TV-Guiden                             | Ja                                                                            | Ja                                                                                 | Formentlig dog kun fremadrettet i tid. Du kan ikke optage noget der har været vist. Så må du starte forfra eller kigge i arkiv. |
| Serieoptagelse                                  | Ja                                                                            | Ja                                                                                 | Hvis serien i EPG guiden ændrer navn eller kanal kan (vil?) serieoptagelse fejle.                                               |
| Serieoptagelse (uden genudsendelser)            | Nej                                                                           | Nej                                                                                | Handy, for at undgå at harddisken fyldes op med optagelser af afsnitsgenudsendelser som allerede er optaget én gang.            |
| Pause igangværende kanal                        | Ja                                                                            | Ja                                                                                 | Handy ved toiletbesøg, tlf.opkald og lign. afbrydelser.                                                                         |
| Spole på igangværende kanal                     | Ja                                                                            | Ja                                                                                 | Handy ved hurtige toiletbesøg.                                                                                                  |
| Indstille manuel optagelse                      | Ja                                                                            | Nej                                                                                | |
| Indstille automatisk sletning (ved fyldt boks)  | Ja                                                                            | ?                                                                                  | |
| Indstille før/efter tid ved optagning?          | Ja (enten 0, 3, 5, 10 eller 15 min)                                           | Ja (opdatering 3.11.2016)                                                          | |
| Indstill spring frem/tilbage (fx over reklamer) | Ja (enten 10 sek 30 sek, 1 min, 3 min eller 5 min)                            | ?                                                                                  | |
| Arkiv                                           |                                                                               |                                                                                    | |
| Kanaler i arkivet                               | Ja, identisk                                                                  | Ja, identiske                                                                      | |
| Er TV2 i arkivet                                | Nej                                                                           | Ja                                                                                 | |

### Bredbånd
YouSee har tilbudt internet via kabel-tv siden de byggede en returvej (vha DOCSIS) på deres netværk i årene 2000-2002. Produktet hedder i dag YouSee Bredbånd, men hed indtil 2007 WebSpeed.
YouSee tilbyder i dag bredbånd via coax-kabler, optiske fiber-kabler samt via kobber telefonkabler.
Indtil april 2016 skulle kunder som minimum have grund-tv-pakken for at kunne få internet fra YouSee. Dette krav blev fjernet da hovedselskabet TDC blev tvunget - af myndighederne - til at åbne deres netværk op for konkurrenter.
I 2012 begyndte YouSee at tilbyde 100 Mbit/s download hastigheder. Fire år senere, i 2016, blev 300 Mbit/s introduceret som den hurtigste downloadhastighed. Senere i 2016, begyndte YouSee en landsdækkende opgradering af deres bredbånds-infrastruktur i et samarbejde med Huawei. Denne opgradering gør det muligt at få gigabit downloadhastigheder ved brug af DOCSIS 3.1 - opgraderingen forventes færdig ved udgangen af 2017. YouSee annoncerede også i 2016 en opgradering af bredbåndet via kobber-kablerne i et samarbejde med Nokia der gør 300 Mbit/s downloadhastigheder muligt, alt efter afstanden mellem kunden og den nærmeste central. Den 8. maj 2017 begyndte YouSee at tilbyde 1000 Mbit/s downloadhastigheder i de områder hvor opgraderingen til DOCSIS 3.1 var fuldført.

#### Nuværende internethastigheder
Pr. maj 2017:
| Downloadhastighed | Uploadhastighed | Note                            |
| ----------------- | --------------- | ------------------------------- |
| 25 Mbit/s         | 5 Mbit/s        |                                 |
| 50 Mbit/s         | 10 Mbit/s       |                                 |
| 100 Mbit/s        | 20 Mbit/s       |                                 |
| 150 Mbit/s        | 30 Mbit/s       |                                 |
| 300 Mbit/s        | 60 Mbit/s       |                                 |
| 500 Mbit/s        | 60 Mbit/s       | Ikke tilgængelig landsdækkende. |
| 1000 Mbit/s       | 100 Mbit/s      | Ikke tilgængelig landsdækkende. |

I områder med DOCSIS 3.1, kan kunder betale ekstra for at få hævet deres uploadhastighed til følgende:
| Downloadhastighed | Uploadhastighed |
| ----------------- | --------------- |
| 25 Mbit/s         | 25 Mbit/s       |
| 50 Mbit/s         | 50 Mbit/s       |
| 100 Mbit/s        | 100 Mbit/s      |
| 300 Mbit/s        | 300 Mbit/s      |
| 500 Mbit/s        | 500 Mbit/s      |
| 1000 Mbit/s       | 500 Mbit/s      |

#### Kabelmodems
Nuværende og tidligere kabelmodems fra YouSee
| Producent          | Model            | Protokol   | Note   |
| ------------------ | ---------------- | ---------- | ------ |
| SAGEMCOM           | F@ST 3890        | DOCSIS 3.1 |        |
| SAGEMCOM           | F@ST 3686 v2     | DOCSIS 3.0 | Udgået |
| SAGEMCOM           | F@ST 3686 v1     | DOCSIS 3.0 | Udgået |
| Netgear            | C6250EMR         | DOCSIS 3.0 | Udgået |
| Netgear            | CG3700           | DOCSIS 3.0 | Udgået |
| Netgear            | CG3200           | DOCSIS 3.0 | Udgået |
| Netgear            | CG3000           | DOCSIS 3.0 | Udgået |
| Netgear            | CG2000           | DOCSIS 2.0 | Udgået |
| Netgear            | CVG824G          | DOCSIS 2.0 | Udgået |
| Scientific Atlanta | Webstar DPC 2203 | DOCSIS 2.0 | Udgået |
| Scientific Atlanta | Webstar DPX 2203 | DOCSIS 2.0 | Udgået |
| Motorola           | SB5101           | DOCSIS 2.0 | Udgået |
| Motorola           | SB5100           | DOCSIS 2.0 | Udgået |
| Motorola           | SB4200           | DOCSIS 1.1 | Udgået |

### YouSee Mobil
Moderselskabet TDC købte i 2011 mobilselskabet Onfone som på daværende tidspunkt brugte Telenor's netværk. Efter dette opkøb skiftede Onfone til TDC's mobilnetværk, men fortsatte som selvstændig brand indtil december 2013 hvor Onfone skiftede navn til YouSee Mobil.
YouSee Mobil benytter TDC Group's netværk. Dette netværk dækker 99,5% af Danmark med 2G, 3G og 4G.
Det blev annonceret i september 2013 at Huawei var blevet valgt til at gennemføre en komplet modernisering af TDC's 3G og 4G infrastruktur med start fra 1. marts 2014 og 6 år frem.
Som YouSee Mobil kunde har du adgang til YouSee Musik som er en app du downloader på din telefon. Du har også mulighed for at lytte til musikken på din pc.

### YouSee Mobilbredbånd
Ved at benytte TDC Group's 4G og 5G netværk tilbyder YouSee mobilbredbånd med inkluderet data fra 10 GB til 1TB.

### YouSee Telefoni
TDC Kabel TV tilbød for første gang IP-telefoni i 2005 under navnet Cabletalk. Da selskabet skiftede navn til YouSee i 2007, skiftede dette produkt navn til YouSee Telefoni.
YouSee tilbyder fortsat telefoni både ved brug af IP-teknologi og traditionelle telefonkabler.

### Butikker
YouSee har 36 butikker i Danmark efter at alle TDC butikker skiftede til YouSee-navnet fra marts 2016.

## Udgåede produkter

### YouBio
Med udsigt til konkurrence fra både Netflix og HBO Nordic som begge annoncerede at de kom til Danmark i slutningen af 2012, annoncerede YouSee deres egne planer for en streamingtjeneste. Dette produkt blev kaldt YouBio (en sammentrækning af YouSee og Biograf), og blev lanceret den 7. december 2012.
Tjenesten var tilgængelig som en app på Smart TV-modeller fra LG, Samsung, på Android, og iOS. Kunder kunne desuden købe en særskilt set-top boks -YouBio Boks - som YouSee havde udviklet.
I juni 2014 annoncerede TDC at YouBio ville relanceres som en filmudlejningstjeneste da de ikke kunne konkurrere med Netflix som havde oplevet større succes end TDC havde regnet med. Senere i samme år lukkede YouBio helt ned.

### YouSee Play
YouSee Play blev lanceret den 6. oktober 2014 under overskriften fremtidens kabel-tv. Produktet gjorde det muligt for kunderne at se deres TV-abonnement på smartphones, tablets og computere.
Mindre end et år senere, den 25. august 2015 blev YouSee Play lukket ned. Dog blev flere af funktionerne flyttet over på YouSee's eksisterende TV-produkter.

### YouSee Wifi-Spot
I marts 2014 blev en ny tjeneste lanceret under navnet YouSee Wifi-Spot. Ideen var at skabe Wifi hotspots rundt omkring i landet som YouSee kunder kunne logge sig på når de var på farten - dette ved at udsende et ekstra Wifi-signal på YouSee's kabelmodemmer. Kunder som var med i ordningen fik tilføjet 10 Mbit/s ekstra hastighed, for at mindske belastningen på kundens eget Wifi-signal.
Tjenesten blev lukket i samme måned, den 31. marts 2014, efter flere eksempler på at kunders private filer og enheder var blevet åbnet gennem sikkerhedshuller mellem de to Wifi-signaler.